# Wilkes 400 1968
Wilkes 400 1968 var ett stockcarlopp ingående i Nascar Grand National Series (nuvarande Nascar Cup Series) som kördes 29 september 1968 på den 0,625 mile (1005,84 meter) långa ovalbanan North Wilkesboro Speedway i North Wilkesboro, North Carolina. Totalt avverkades 250 miles (402,336 km) fördelat på 400 varv. Banunderlaget var asfalt. Loppet vanns av Richard Petty i en Plymouth på tiden 2:39.24 körande för Petty Enterprises. Pettys snitthastighet uppgick till 94,103 mph. Han var vid målgång ensam förare på ledarvarvet, ett varv före tvåan David Pearson. Det var Pettys 90:e vinst av totalt 200 i karriären. Prispotten uppgick till 19 550 dollar, varav 5 975 dollar gick till segraren.

## Resultat
| Plc     | Nr | Förare            | Team/ bilägare              | Konstruktör | Start | Varv | Ledda varv |
| ------- | -- | ----------------- | --------------------------- | ----------- | ----- | ---- | ---------- |
| 1       | 43 | Richard Petty     | Petty Enterprises           | Plymouth    | 3     | 400  | 318        |
| 2       | 17 | David Pearson     | Holman Moody                | Ford        | 2     | 399  | 5          |
| 3       | 98 | LeeRoy Yarbrough  | Junior Johnson & Associates | Mercury     | 6     | 399  | 8          |
| 4       | 14 | Bobby Allison     | Tom Friedkin                | Plymouth    | 1     | 397  | 69         |
| 5       | 21 | Cale Yarborough   | Wood Brothers Racing        | Mercury     | 4     | 395  | 0          |
| 6       | 22 | Darel Dieringer   | Mario Rossi                 | Plymouth    | 9     | 392  | 0          |
| 7       | 71 | Bobby Isaac       | K&K Insurance Racing        | Dodge       | 5     | 391  | 0          |
| 8       | 48 | James Hylton      | Hylton Engineering          | Dodge       | 12    | 390  | 0          |
| 9       | 4  | John Sears        | DeWitt Racing               | Ford        | 14    | 389  | 0          |
| 10      | 64 | Elmo Langley      | Langley-Woodfield Racing    | Ford        | 15    | 388  | 0          |
| 11      | 49 | G.C. Spencer      | GC Spencer Racing           | Plymouth    | 13    | 388  | 0          |
| 12      | 1  | Pete Hamilton     | King Enterprises            | Dodge       | 8     | 388  | 0          |
| 13      | 30 | Dave Marcis       | Larry Wehrs                 | Chevrolet   | 16    | 377  | 0          |
| 14      | 20 | Clyde Lynn        | Negre Racing                | Ford        | 23    | 373  | 0          |
| 15      | 25 | Jabe Thomas       | Robertson Racing            | Ford        | 20    | 367  | 0          |
| 16      | 34 | Wendell Scott     | Scott Racing                | Ford        | 29    | 366  | 0          |
| 17      | 3  | Buddy Baker       | Fox Racing                  | Dodge       | 7     | 364  | 0          |
| 18      | 45 | Bill Seifert      | Seifert Racing              | Ford        | 17    | 352  | 0          |
| 19      | 5  | Earl Brooks       | Robertson Racing            | Ford        | 19    | 350  | 0          |
| 20      | 76 | Stan Meserve      | Don Culpepper               | Ford        | 24    | 346  | 0          |
| 21      | 50 | Eddie Yarboro     | Eddie Yarboro               | Plymouth    | 28    | 329  | 0          |
| 22      | 06 | Neil Castles      | Neil Castles                | Plymouth    | 21    | 265  | 0          |
| 23      | 84 | Roy Trantham      | Rocky Hinton                | Ford        | 11    | 243  | 0          |
| 24      | 6  | Charlie Glotzbach | Owens Racing                | Dodge       | 10    | 224  | 0          |
| 25      | 57 | Roy Tyner         | Ervin Pruitt                | Dodge       | 22    | 80   | 0          |
| 26      | 18 | Dick Johnson      | Dick Johnson                | Ford        | 27    | 25   | 0          |
| 27      | 47 | Cecil Gordon      | Seifert Racing              | Ford        | 30    | 23   | 0          |
| 28      | 38 | Wayne Smith       | Archie Smith                | Chevrolet   | 18    | 16   | 0          |
| 29      | 02 | Walson Gardner    | Bob Cooper                  | Chevrolet   | 25    | 2    | 0          |
| 30      | 70 | J.D. McDuffie     | McDuffie Racing             | Buick       | 26    | 1    | 0          |
| Källor: |    |                   |                             |             |       |      |            |